# Açude Recreio
O Açude Recreio é um reservatório artificial construído no leito do riacho Samanaú, no município de Caicó com a finalidade primária de introduzir a tecnologia até então inovadora no Brasil. É considerado o segundo mais antigo do país. Em 03 de dezembro de 2001, o açude foi declarado patrimônio histórico e cultural do município de Caicó, para fins de tombamento e preservação segundo a Lei Nº 3.923.

## História
Em 1842 o açude atingiu 100% de sua capacidade armazenada, levando o chefe da família Merêncio, o Senhor Manoel Merêncio, a ficar deslumbrado com a beleza das águas represadas, fato considerado inédito na região. Então Manoel apressadamente dirigiu-se à vila, onde havia um frade estrangeiro pregando missões, para comunicar-lhe o fato e pedir suas bêncãos para aquela obra. O frade, no entanto, ao ouvir a narração, censurou o velho Merêncio pelo que cometera, afirmando que a água fora mandada por Deus para que corresse livremente para o mar, não devendo o homem interceptar a sua marcha, porque constituía atentando à vontade divina. Com isso Merêncio, homem facilmente sugestionável, tão constrangido ficou que, em verdadeiro acesso de loucura, suicidou-se ao retornar para casa. O Açude Recreio atualmente localiza-se na zona urbana de Caicó, entre os bairros Vila do Príncipe e Recreio.

## Características
O Açude Recreio está localizado na bacia do Rio Piranhas-Açu e sub-bacia do Rio Seridó, onde é barrado pelo riacho Samanaú, que possui aproximadamente 3km de extensão. Inserido numa região com pluviosidade média anual de 750 mm, o açude tem capacidade para armazenar 1.500.000 m³ .A barragem (parede) tem formato de arco e comprimento de 250 metros. Sua estrutura é de terra, e armazena água através de gravidade. Atingindo a capacidade máxima, seu superavit hídrico é escoado através de um vertedouro de 12 metros de comprimento, tendo suas águas como destino a Lagoa II, antes de desembocar no Rio Seridó.